# 林茂松 (台灣)

## 生平
林茂松（1949年3月3日—），為台灣師範大學英語學士與碩士，並獲得美國德州大學奧斯汀校區比較文學博士，在大學外文系所任教四十餘年，講授文學、翻譯、英語文教學等課程，曾擔任美國新聞與世界報導資深編譯、中華民國英語文教師學會理事長、台灣科技大學應用外語系主任、人文社會學院院長、東吳大學外國語文學院院長、台灣專業英語文學會（TESPA）理事長、東吳大學講座教授等職，現任東吳大學名譽教授。近年致力英語文教科書與詞典之編撰，已出版之作品包括遠東高中英文、高職英文、英文作文、英文字彙、教育部全民學習外語系列教材、敦煌學習詞典等書。

## 研究專長
研究方法、比較文學、翻譯 、英文教材與教法、專業英語文
Research Methods, Comparative Literature, Translation, ELT Materials and Methods, English for Specific Purposes

## 主要行政經歷
- 2015-2018     東吳大學外國語文學院院長
- 2014-2017     台灣專業英語文學會 （页面存档备份，存于）理事長
- 2006-2009     台灣科技大學人文社會學院院長
- 2004-2006	台灣科技大學應用外語系主任
- 1998-2002 	台灣科技大學應用外語系主任
- 1997-1999 	中華民國英語文教師學會理事長
- 1993-1998	台灣科技大學共同學科主任
- 1990-1993	台灣工業技術學院視聽教學中心主任

## 其他經歷
- 2014-2019             教育部「外國學者人名譯名審譯會」英文組召集人暨大會副召集人
- 2014-2017	        教育部十二年國教技術型高級中等學校英語文領域課綱研修小組召集人、綜合高中英語文組課綱研修小組召集人
- 2007-2012	        教育部民間職業能力鑑定證書採認工作小組委員
- 2006-2012		大學校院系所評鑑委員、規劃委員
- 2005-2011		教育部技職校院北區英語教學資源中心主持人
- 2007-2009		教育部中英文翻譯能力檢定考試試務委員
- 2002-2005             無敵電子辭典編輯顧問
- 2000			教育部全民學習外語列車教材編輯計畫主持人
- 1999-2005		考試院高考典試委員
- 1998-2005		教育部「研究方法與論文寫作」網站主持人
- 1986-1990		美國新聞與世界報導資深編譯

## 主要著作
- 教育部審定遠東版新高職英文 (1997-2019)主編; (共六版，每版六冊）
- 教育部審定遠東版新高中英文 (1998-2019)主編; (共五版，每版六冊）
- 教育部審定遠東版高職英文基礎版 (2007-2015)主編; (共三版，每版六冊)
- 遠東版《高中英文99課綱版1-6》(2009- 2012)主編;
- 遠東版《高職英文99課綱版1-6》(2009-2012 )主編;
- All in One: English for Global Communication 主編 (AMC, 2012);
- English Buffet 主編 (東華, 2012);
- English Cafe 主編 (東華, 2012);
- English for Life and Work 主編 (AMC, 2011);
- 教育部審定遠東版《新高中英文1-6》(2006- 2008)主編;
- 教育部審定遠東版《新高職英文1-6》(2006-2008)主編;
- 《主題字彙》(2008) 審訂。Singapore: Learners Publishing。;
- 教育部審定遠東版《高職英文基礎版1-6》(2001-2003)主編;
- 教育部審定遠東版《高中英文1-6》(1999-2005)主編;
- 教育部審定遠東版《高職英文1-6》(1999-2005)主編;
- 《敦煌英英英漢雙解學習詞典》(2003)主編;
- 《遠東英文作文》(2002)主編;
- 《遠東高中英文字彙》(2001)主編;
- 《學習英文法》(2001) 審訂。Singapore: Learners Publishing。;
- 《教育部全民學習外語列車日常實用英語》(2000)(共五冊)主編;
- 《建宏E世代英漢辭典》(2000) 編輯;
- 《牛津高階英漢雙解詞典》(1989)第四版音標審訂;
- 《中華民國技職教育體系與普通教育體系英語文教學比較研究: 大學篇》 國科會專題研究報告。台北 (1998)。 ;
- 《中華民國技職教育體系與普通教育體系英語文教學比較研究:高中專科篇》 國科會專題研究報告。台北 (1997)。 ;
- 《中華民國技職教育體系與普通教育體系英語文教學比較研究:高中高職篇》 國科會專題研究報告。台北 (1996) 。 ;
- 《建宏當代英語搭配辭典》(1994) 編輯;
- 《建宏多功能英漢辭典》(1992) 編輯;
- 《美國短篇小說精選》(1988) 編譯。圓神出版社。

## 外部連結
- 林茂松名譽教授 東吳大學英文系 （页面存档备份，存于）
- 林茂松講座教授 東吳大學英文系
- 東吳大學外國語文學院歷任院長 （页面存档备份，存于）
- 林茂松教授 臺灣科技大學應用外語系 （页面存档备份，存于）
- 台灣專業英語文學會 （页面存档备份，存于）
- 國教院將請「外國學者人名譯名審譯會」 全面檢視外國學者姓名翻譯 （页面存档备份，存于）